# تری بروکس
ترنس دین تری بروکس (به انگلیسی: Terence Dean Terry Brooks) متولد ۸ ژانویه ۱۹۴۴ نویسندهٔ داستان‌های فانتزی است. که بیشتر به سبک فانتزی والا نوشته و همچنین نویسندهٔ دو رمان سینمایی‌ست. او در زمان نویسندگی خود، ۲۲ کتاب در لیست پرفروش‌ترین‌های نیویورک تایمز دارد.

## زندگی‌نامه
بروکس در شهر جنوبی کشاورزی استرلینگ، ایلی نویز به دنیا آمد و قسمت اعظم زندگی خود را در آنجا زندگی کرد. او فارغ‌التحصیل کالج همیلتون بود، که در سال ۱۹۶۶ لیسانس هنر خود را در رشتهٔ ادبیات انگلیسی دریافت کرد. او بعدها از دانشگاه واشینگتن و لی، دکترای حقوق خود را کسب کرد. او قبل از تبدیل شدن به نویسنده‌ای تمام وقت، وکیل بود، و هم‌اکنون با همسرش جودین، در سیاتل، واشینگتن زندگی می‌کند.
بروکس از زمان دبیرستان خود، نویسنده بوده که بیشتر در سبک‌های علمی، وسترن، داستان و تخیلی می‌نوشت. روزی، در اوایل زندگی در کالج، کتاب ارباب حلقه‌ها نوشتهٔ جی. آر. آر تالکین به او داده شد، که سبب شد او در یک سبک به نوشتن ادامه دهد. او در سال ۱۹۷۷ کار خود را با نخستین داستانش شمشیر شانارا آغاز کرد. این داستان اولین کتاب فانتزی بود که در لیست پرفروش‌ترین‌های نیویورک تایمز ظاهر شد، و برای ۵ ماه در آن باقی‌ماند.
پس از پایان دنباله‌های شمشیر شانارا (که در سه‌گانه اولیه شانارا گرد آمده)، بروکس مجموعه‌های دیگری را ادامه داد که بعدها به نام سری لندوور شناخته شد. بروکس پس از پایان این سری، شروع به نوشتن مجموعه‌ای از چهار کتاب به نام میراث شانارا کرد. در چهارده سال آینده، او کتاب‌های بیشتری از لندوور نوشت، و سپس به سراغ سه‌گانه پیام و پوچ رفت. او برای ادامه دادن مجموعهٔ شانارا پیش‌مقدمهٔ آن را نوشت که با کتاب سوم آن، پیدایش شانارا ادامه پیدا می‌کند. کتاب دوم سری جدید او که الف‌های سینترا نام دارد، در ۸ اوت ۲۰۰۷ منتشر شد.

## فهرست کتب

### مجموعهٔ شانارا
نکته: لیست زیر، پیشنهاد تری بروک برای ترتیب خواندن کتاب برای کسانی است که قبلاً آنها را نخوانده‌اند. 

#### سه‌گانه اولیه شانارا
1. شمشیر شانارا (۱۹۷۷)
2. سنگ‌الف شنارا (۱۹۸۲)
3. نغمهٔ میل شانارا (۱۹۸۵) (داستان کوتاه تسلط‌ناپذیر ادامه‌ای بر نغمهٔ میل است.)

#### چهارگانهٔمیراث شانارا
1. فرزندان شانارا (۱۹۹۰)
2. دروید شانارا (۱۹۹۱)
3. ملکهٔ الف شانارا (۱۹۹۲)
4. طلسم شانارا (۱۹۹۳)

#### پیش‌مقدمه
1. اولین شاه شانارا (۱۹۹۶)

#### مجموعهپیام و پوچ
مجموعهٔ پیام و پوچ، مقدم بر اتفاقات در سه‌گانه پیدایش شانارا است و به عنوان آغاز حماسهٔ شانارا محسوب می‌شود.
1. فرار با اهریمن (۱۹۹۷)
2. شوالیهٔ فرمان (۱۹۹۸)
3. فرشتهٔ آتش شرق (۱۹۹۹)

#### سه‌گانهسفر جرل شانارا
1. ساحرهٔ یولس
2. انترکس
3. مورگور

#### سه‌گانهدروید اعظم شانارا
1. جارکا روس (۲۰۰۳)
2. تنه‌کیول
3. استراکن

#### سه‌گانهپیدایش شانارا
1. فرزندان آرمگادون (اوت ۲۰۰۶)
2. الف‌های سینترا (۲۸ اوت ۲۰۰۷)
3. تغییر کولی (۲۶ اوت ۲۸ خواهد آمد)

#### کارهای مربوط به شانارا
- بازی ویدئویی شانارا (۱۹۹۵) بوسیلهٔ لوری آن کول و کوری کول
- جهان شانارا (۲۰۰۱) کتاب همراه
- جهان شانارا (نسخه دوم) (پاییز ۲۰۰۹) کتاب همراه
- تسلط ناپذیر (۲۰۰۳) داستان کوتاهی که در گلچین افسانه‌ها ۲ منتشر شد
- خشم تیره شانارا (۲۰۰۸) رمان تصویری

### مجموعهپادشاهی جادوی لندوور
نکته: این قسمتی از مجموعهٔ شانارا نیست
1. پادشاهی جادو برای فروش -- فروخته شد! (۱۹۸۶)
2. تک‌شاخ سیاه (۱۹۸۷)
3. جادوگر کامل (۱۹۸۸)
4. جعبهٔ بهم پیچیده (۱۹۹۴)
5. دم‌کردهٔ ساحران (۱۹۹۵)
6. بی‌نام کتاب ۶ (در سپتامبر ۲۰۰۹ خواهد آمد)

### رمان سینمایی
- هوک (۱۹۹۱)
- جنگ‌های ستاره‌ای: اپیزود اول تهدید خیالی (۱۹۹۹)

### سایرین
- دوستان فرضی (۱۹۹۱) داستان کوتاهی که در گلچین روزگاری: خزانه‌ای از قصه‌های پریان کنونی منتشر شد
- تسلط ناپذیر (۲۰۰۳) داستان کوتاهی که در گلچین افسانه‌ها ۲ منتشر شد
- چرا در مورد الف‌ها می‌نویسم (۲۰۰۵) داستان کوتاهی که در آمازون منتشر شد
- مرجع فانتزی کامل نویسندگان: مختصری واجب از افسانه و جادو (۲۰۰۰) با مایکل جی. وارهولا
- گاهی جادو کار می‌کند: درس‌هایی از نوشته زندگی (۲۰۰۳)

### فیلم
حقوق کلیهٔ فیلم‌های مربوط به داستان‌های شانارا تا سال ۲۰۱۰ به وارنر براس فروخته شد. سنگ‌الف شانارا اولین فیلم برنامه‌ریزی شده‌است، که کارگردانی آن را مایک نیوول که هری پاتر و جام آتش را نیز کارگردانی کرده، بر عهده دارد. انتظار می‌رود که ضبط فیلم سنگ‌الف در سال ۲۰۰۹ شروع شده و حدوداً در سال ۲۰۱۰ به پایان برسد. تری بروکس بر این عقیده است که این بهترین نقطهٔ شروع برای اقتباس از کتاب‌های شانارا است.